# Stanley Woodward
Stanley George Woodward, né le 9 juillet 1967 à Nice, est un cinéaste, photographe et poète franco-américain. En 2017, il crée avec Anne Mattatia la société de production Les Films de la Nuit.

## Filmographie
- 1992 : Four Corners of a Heart
- 1994 : Fin, prix du meilleur film noir et blanc au Festival du film de Cork
- 1995 : Bamboozoïd
- 1996 : 4017
- 1997 : Décollage/décalage
- 1999 : OK Players avec The Roots
- 2004 : Face à l'amour
- 2007 : Os
- 2011 : Concert à la carte avec Vanessa Larré
- 2015 : Vers le miroir
- 2017 : La Chambre à lessive
- 2017 : Je brûle
- 2022 : Les Grands Moyens